# Super Bowl LXII
Der Super Bowl LXII ist der 62. Super Bowl, das Endspiel der Saison 2027 der National Football League (NFL) im American Football. Das Spiel wird voraussichtlich am 13. Februar 2028 im Mercedes-Benz Stadium in Atlanta, Georgia stattfinden. Der Austragungsort wurde von der NFL am 15. Oktober 2024 bekanntgegeben. Die Heimat der Atlanta Falcons war 2019 zum ersten Mal Schauplatz eines Super Bowl.